# فريدريك بلاكني
فريدريك بلاكني (بالإنجليزية: Frederick Blakeney)‏ هو دبلوماسي أسترالي، ولد في 2 يوليو 1913 في شاتسوود ‏ في أستراليا، وتوفي في 16 يونيو 1990 في Darlinghurst ‏ في أستراليا.